# Придворица (Гацко)
Придворица је насељено мјесто у општини Гацко, Република Српска, БиХ. Према попису становништва из 1991. у насељу је живјело 13 становника.

## Становништво
До Божића 7. јануара 1942. године, становништво овога села су чинили искључиво Срби. Читаво становништво од око 180 мјештана Придворице је страдало у усташком покољу 1942. године.
Према попису становништва из 1991. године, мјесто је имало 13 становника.
| Националност | 1991. |
| Муслимани    | 13    |
| Укупно       |       |

| Демографија | Демографија | Демографија |
| Година      | Становника  | Становника  |
| ----------- | ----------- | ----------- |
| 1961.       | 79          |             |
| 1971.       | 58          |             |
| 1981.       | 33          |             |
| 1991.       | 13          |             |

## Познате личности
- Благоје Аџић